# Leichtathletik-Weltmeisterschaften 2001/Marathon der Frauen
Der Marathonlauf der Frauen bei den Leichtathletik-Weltmeisterschaften 2001 wurde am 12. August 2001 in den Straßen der kanadischen Stadt Edmonton ausgetragen.
Weltmeisterin wurde die rumänische Bronzemedaillengewinnerin der beiden vorangegangenen Weltmeisterschaften (1997/1999) und Olympiazweite von 2000 Lidia Șimon. Sie hatte darüber hinaus Bronze über 10.000 Meter bei den Europameisterschaften 1998 gewonnen. Silber ging an die Japanerin Reiko Tosa. Auf den dritten Platz kam die Russin Swetlana Sacharowa.
Wie schon bei den Weltmeisterschaften zuvor gab es eine Teamwertung, den sogenannten Marathon-Cup. Entsprechend hoch war die Teilnehmerzahl. Erlaubt waren fünf Läuferinnen je Nation, von denen für die Wertung die Zeiten der jeweils besten drei addiert wurden. Dieser Wettbewerb zählte allerdings nicht zum offiziellen Medaillenspiegel. Es siegte die Mannschaft aus Japan vor Russland und Rumänien.

## Bestehende Bestzeiten / Rekorde

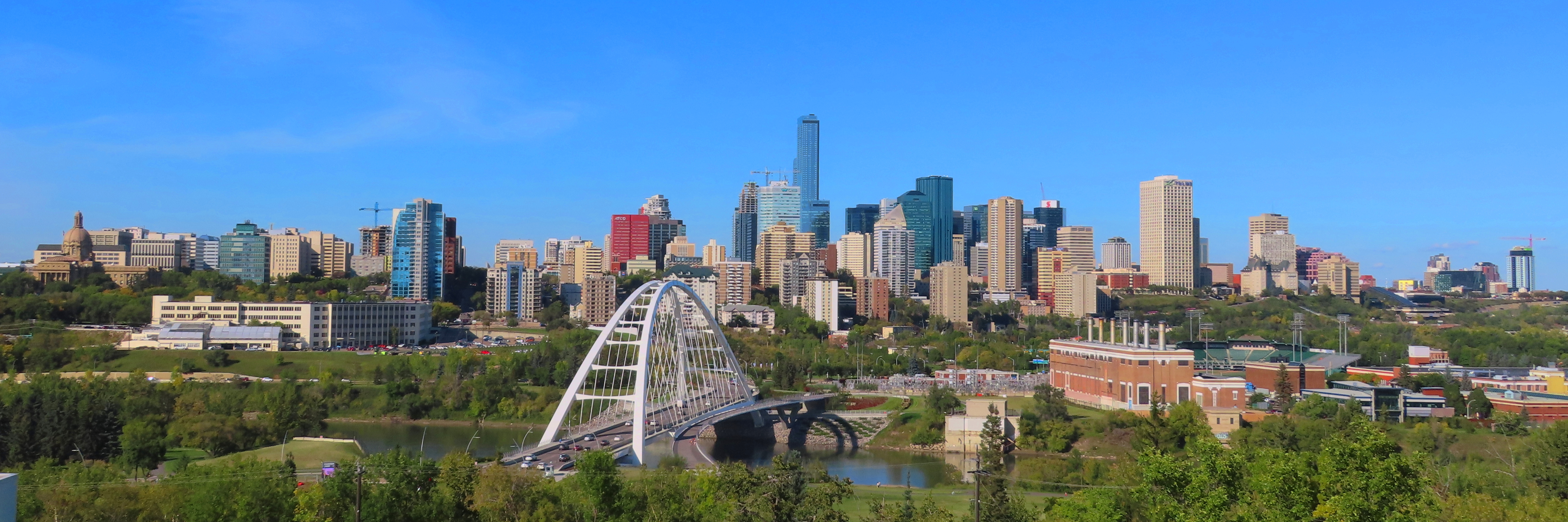
Edmonton-Skyline, im Jahr 2019

| Weltbestzeit             | 2:20:43 h | Tegla Loroupe | Berlin-Marathon 1999, Deutschland | 26. September 1999 |
| Weltmeisterschaftsrekord | 2:25:17 h | Rosa Mota     | WM in Rom, Italien                | 29. August 1987    |

Anmerkung:
Rekorde wurden im Marathonlauf und Straßengehen wegen der unterschiedlichen Streckenbeschaffenheiten mit Ausnahme von Meisterschaftsrekorden noch immer nicht geführt.
Der bestehende WM-Rekord wurde bei diesen Weltmeisterschaften nicht eingestellt und nicht verbessert.
Es gab eine nationale Bestleistung:

2:57:17 h – Magda Castillo, Honduras

## Ergebnis

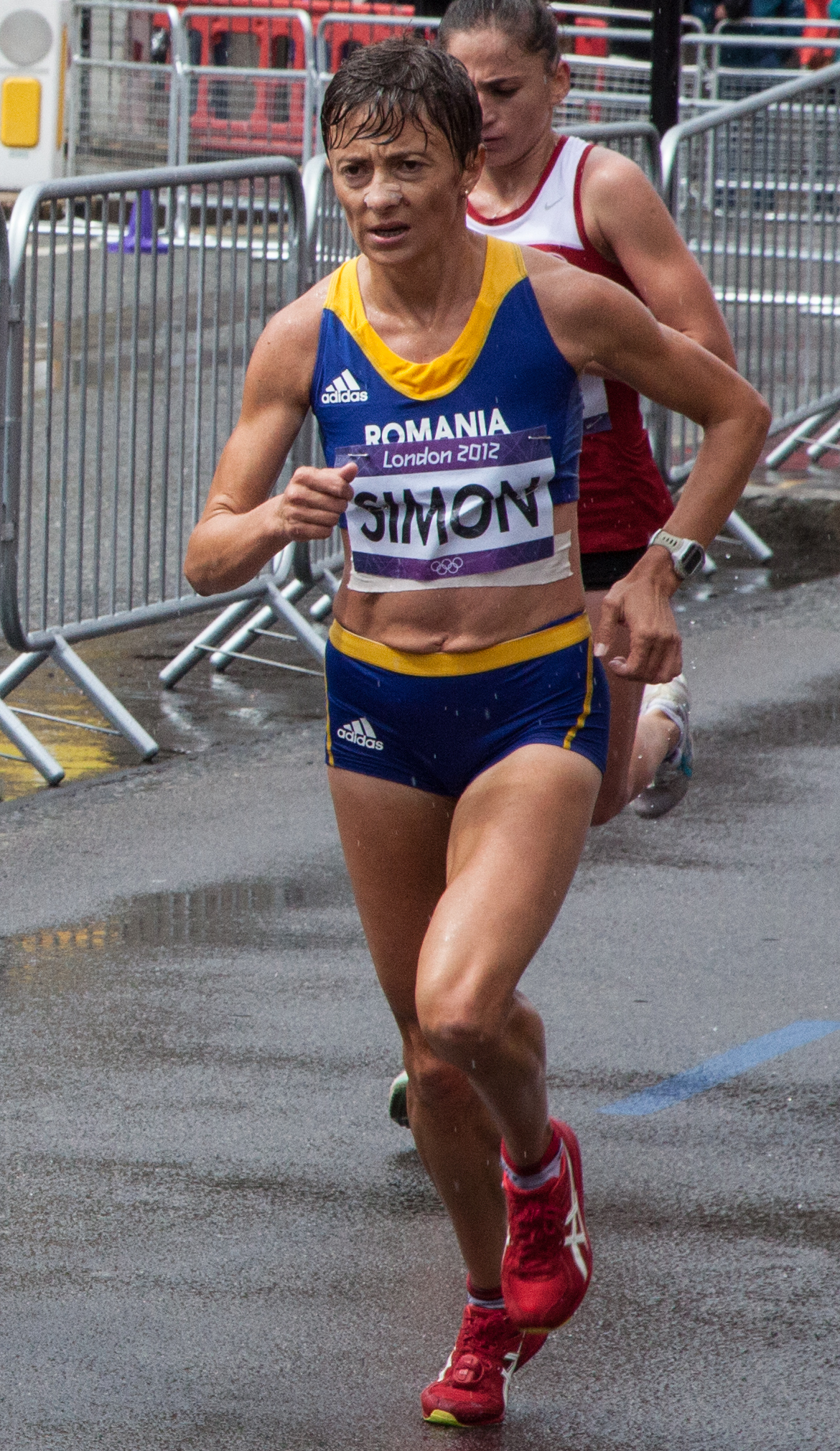
Lidia Șimon – nach zweimal WM-Bronze (1997/1999) und Olympiasilber 2000 nun die Goldmedaille

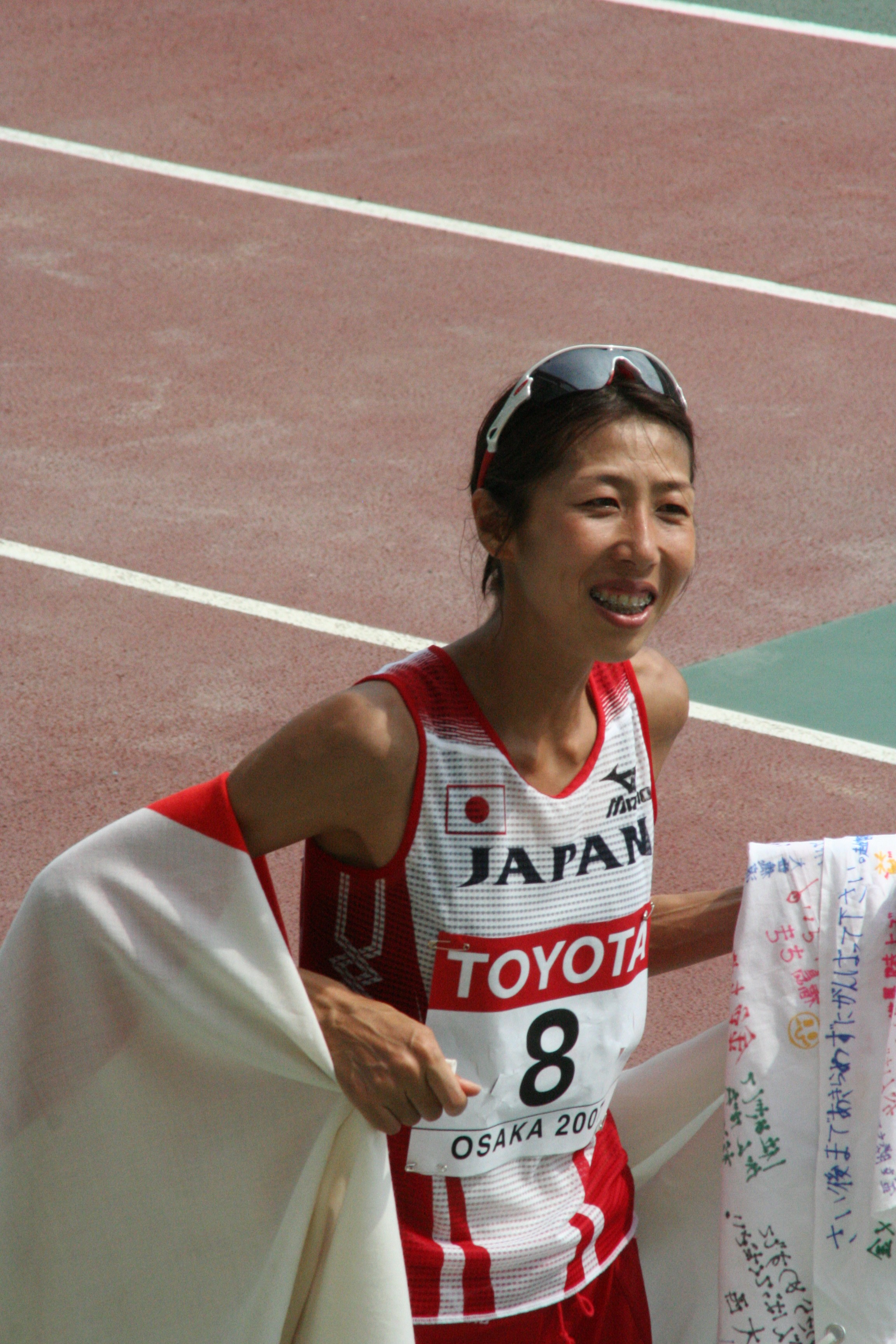
Vizeweltmeisterin Reiko Tosa

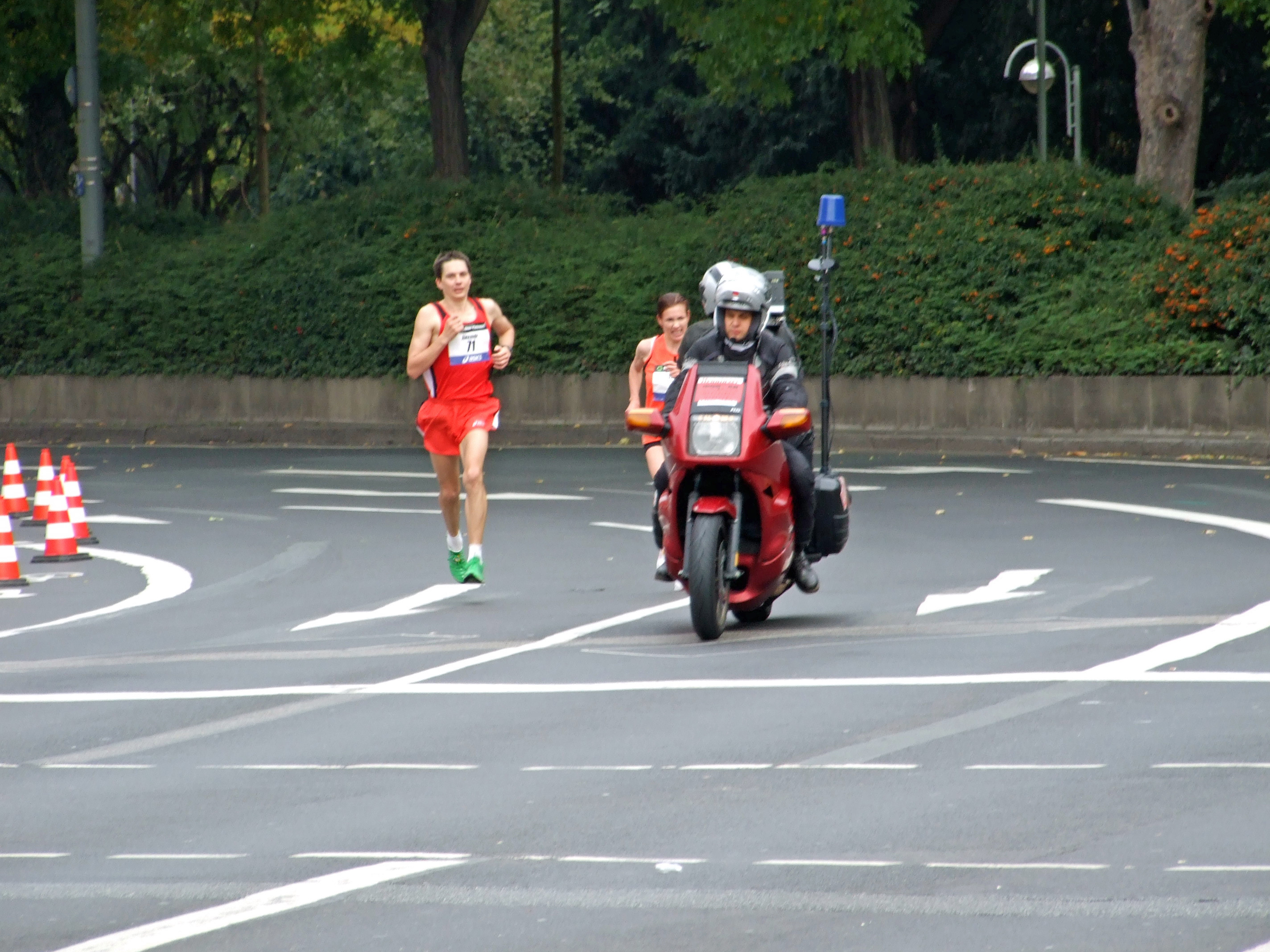
Bronzemedaillengewinnerin Swetlana Sacharowa

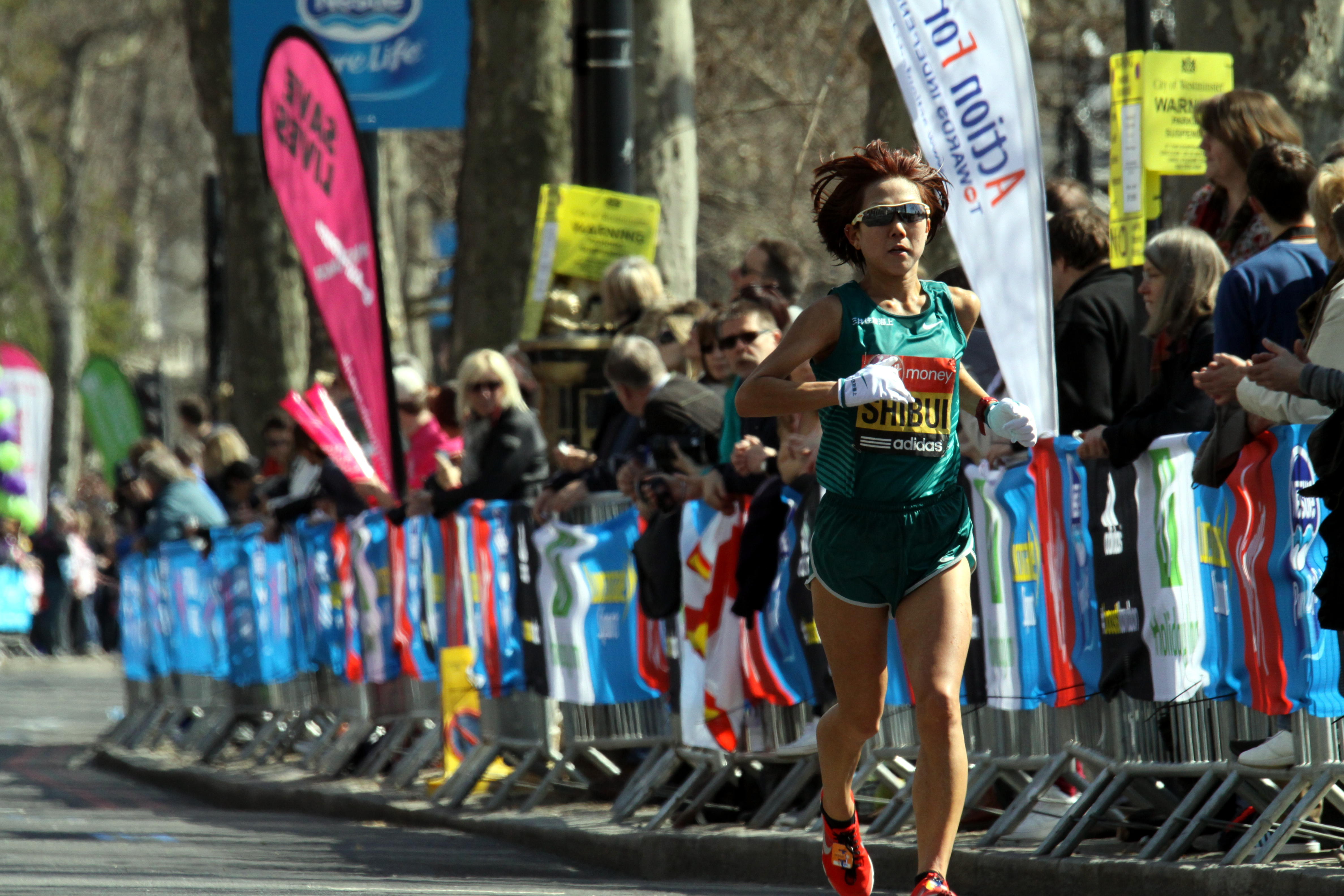
Yōko Shibui – Rang vier

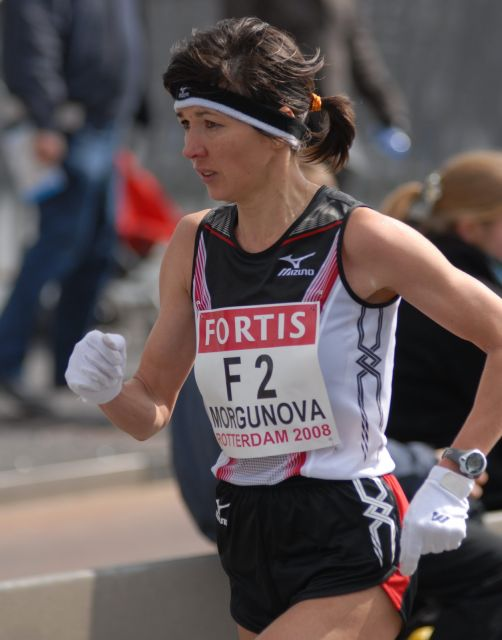
Ljubow Morgunowa – Rang acht

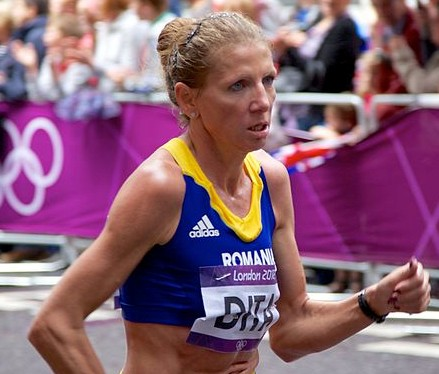
Constantina Diță – Rang zehn

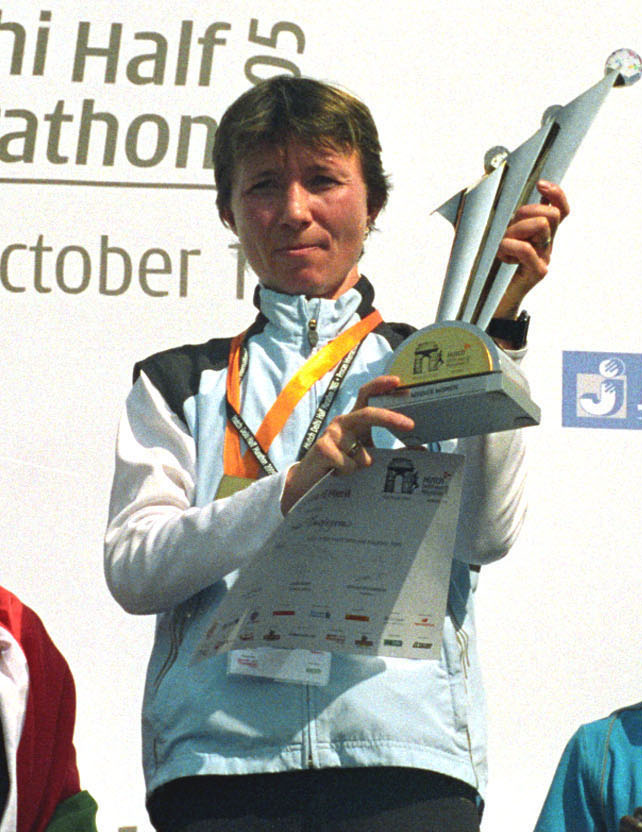
Irina Timofejewa – Rang elf

12. August 2001, 8:00 Uhr
| Platz | Athletin                   | Land          | Zeit (h)    |
| ----- | -------------------------- | ------------- | ----------- |
|       | Lidia Șimon                | Rumänien      | 2:26:01     |
|       | Reiko Tosa                 | Japan         | 2:26:06     |
|       | Swetlana Sacharowa         | Russland      | 2:26:18     |
| 04    | Yōko Shibui                | Japan         | 2:26:33     |
| 05    | Sonja Oberem               | Deutschland   | 2:28:17     |
| 06    | Florence Barsosio          | Kenia         | 2:28:36     |
| 07    | Shitaye Gemechu            | Äthiopien     | 2:28:40     |
| 08    | Ljubow Morgunowa           | Russland      | 2:28:54     |
| 09    | Kazumi Matsuo              | Japan         | 2:29:57     |
| 10    | Constantina Diță           | Rumänien      | 2:30:38     |
| 11    | Irina Timofejewa           | Russland      | 2:30:48     |
| 12    | Firaja Sultanowa-Schdanowa | Russland      | 2:30:58     |
| 13    | Fatuma Roba                | Äthiopien     | 2:31:10     |
| 14    | Ornella Ferrara            | Italien       | 2:32:45     |
| 15    | Nuța Olaru                 | Rumänien      | 2:33:05     |
| 16    | Yun Sun-sook               | Südkorea      | 2:33:09     |
| 17    | Bruna Genovese             | Italien       | 2:33:13     |
| 18    | Marleen Renders            | Belgien       | 2:33:25     |
| 19    | Meseret Kotu               | Äthiopien     | 2:33:43     |
| 20    | Rosaria Console            | Italien       | 2:34:11     |
| 21    | Tiziana Alagia             | Italien       | 2:34:45     |
| 22    | Rie Matsuoka               | Japan         | 2:34:45     |
| 23    | Melanie Kraus              | Deutschland   | 2:34:51     |
| 24    | Marie Söderström-Lundberg  | Schweden      | 2:35:00     |
| 25    | María Abel                 | Spanien       | 2:35:09     |
| 26    | Sara Ferrari               | Italien       | 2:36:07     |
| 27    | Luisa Maria Larraga        | Spanien       | 2:36:20     |
| 28    | Marta Fernández            | Spanien       | 2:37:09     |
| 29    | Griselda González          | Spanien       | 2:37:52     |
| 30    | Alina Gherasim             | Rumänien      | 2:38:19     |
| 31    | Tadelesh Birra             | Äthiopien     | 2:39:10     |
| 32    | Jill Gaitenby              | USA           | 2:39:20     |
| 33    | Tina Connelly              | Kanada        | 2:40:16     |
| 34    | Sandy Jacobson             | Kanada        | 2:40:24     |
| 35    | Eva Sanz                   | Spanien       | 2:41:16     |
| 36    | Elizabeth Mongudhi         | Namibia       | 2:42:23     |
| 37    | Takami Ōminami             | Japan         | 2:42:25     |
| 38    | Isabelle Ledroit           | Kanada        | 2:43:30     |
| 39    | Teresa Duffy               | Irland        | 2:43:33     |
| 40    | Susan Michelsson           | Australien    | 2:46:14     |
| 41    | Michelle Simonaitis        | USA           | 2:46:20     |
| 42    | Rosa Gutierrez             | Guatemala     | 2:49:08     |
| 43    | Danuta Bartoszek           | Kanada        | 2:50:06     |
| 44    | Tania Jones                | Kanada        | 2:50:46     |
| 45    | Rachel Cook                | USA           | 2:53:21     |
| 46    | Gulsara Dodobojewa         | Tadschikistan | 2:54:12     |
| 47    | Alexa Babakhanian          | Armenien      | 2:56:57     |
| 48    | Magda Castillo             | Honduras      | 2:57:17 NBL |
| 49    | Margarita Conde            | Guatemala     | 3:03:03     |
| 50    | Angelina Cornelio          | Guatemala     | 3:12:21     |
| 51    | Herlinda Xol               | Guatemala     | 3:14:29     |
| 52    | Lindiwe Maziya             | Swasiland     | 3:23:19     |
| DNF   | Elfenesh Alemu             | Äthiopien     |             |
| DNF   | Cristina Pomacu            | Rumänien      |             |
| DNF   | Jennifer Tonkin            | USA           |             |
| DNF   | Kathrin Weßel              | Deutschland   |             |
| DNF   | Zahia Dahmani              | Frankreich    |             |
| DNF   | Irina Matrosova            | Usbekistan    |             |

## Marathon-Cup
| Platz | Land      | Athletinnen                                          | Zeit (h) |
| ----- | --------- | ---------------------------------------------------- | -------- |
| 1     | Japan     | Reiko Tosa Yōko Shibui Kazumi Matsuo                 | 7:22:36  |
| 2     | Russland  | Swetlana Sacharowa Ljubow Morgunowa Irina Timofejewa | 7:26:00  |
| 3     | Rumänien  | Lidia Șimon Constantina Diță Nuța Olaruh             | 7:29:44  |
| 4     | Äthiopien | Shitaye Gemechu Fatuma Roba Meseret Kotu             | 7:33:33  |
| 5     | Italien   | Ornella Ferrara Bruna Genovese Rosaria Console       | 7:40:09  |
| 6     | Spanien   | María Abel Luisa Maria Larraga Marta Fernández       | 7:48:38  |
| 7     | Kanada    | Tina Connelly Sandy Jacobson Isabelle Ledroit        | 8:09:10  |
| 8     | USA       | Jill Gaitenby Michelle Simonaitis Rachel Cook        | 8:14:48  |
| 9     | Guatemala | Rosa Gutierrez Margarita Conde Angelina Cornelio     | 9:29:53  |

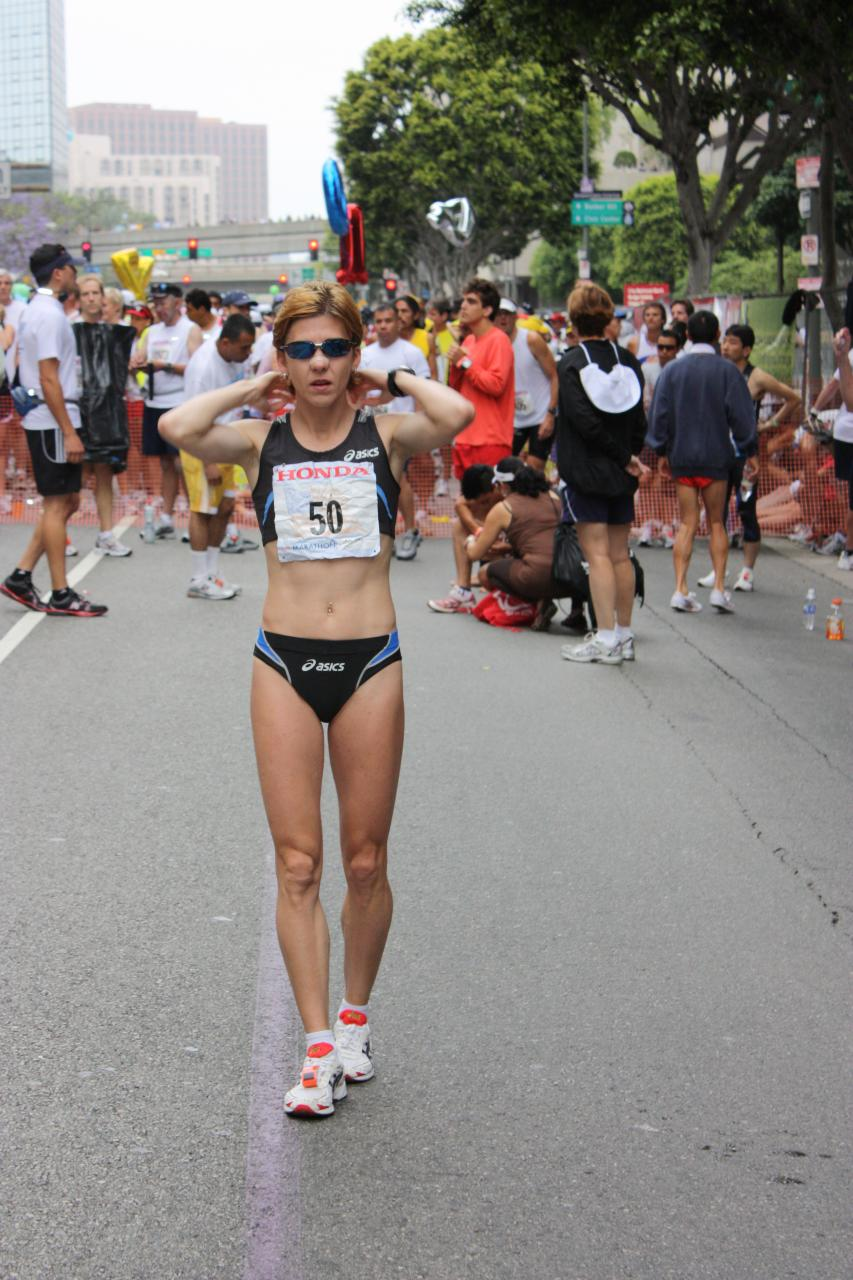
Nuța Olaru – Rang fünfzehn
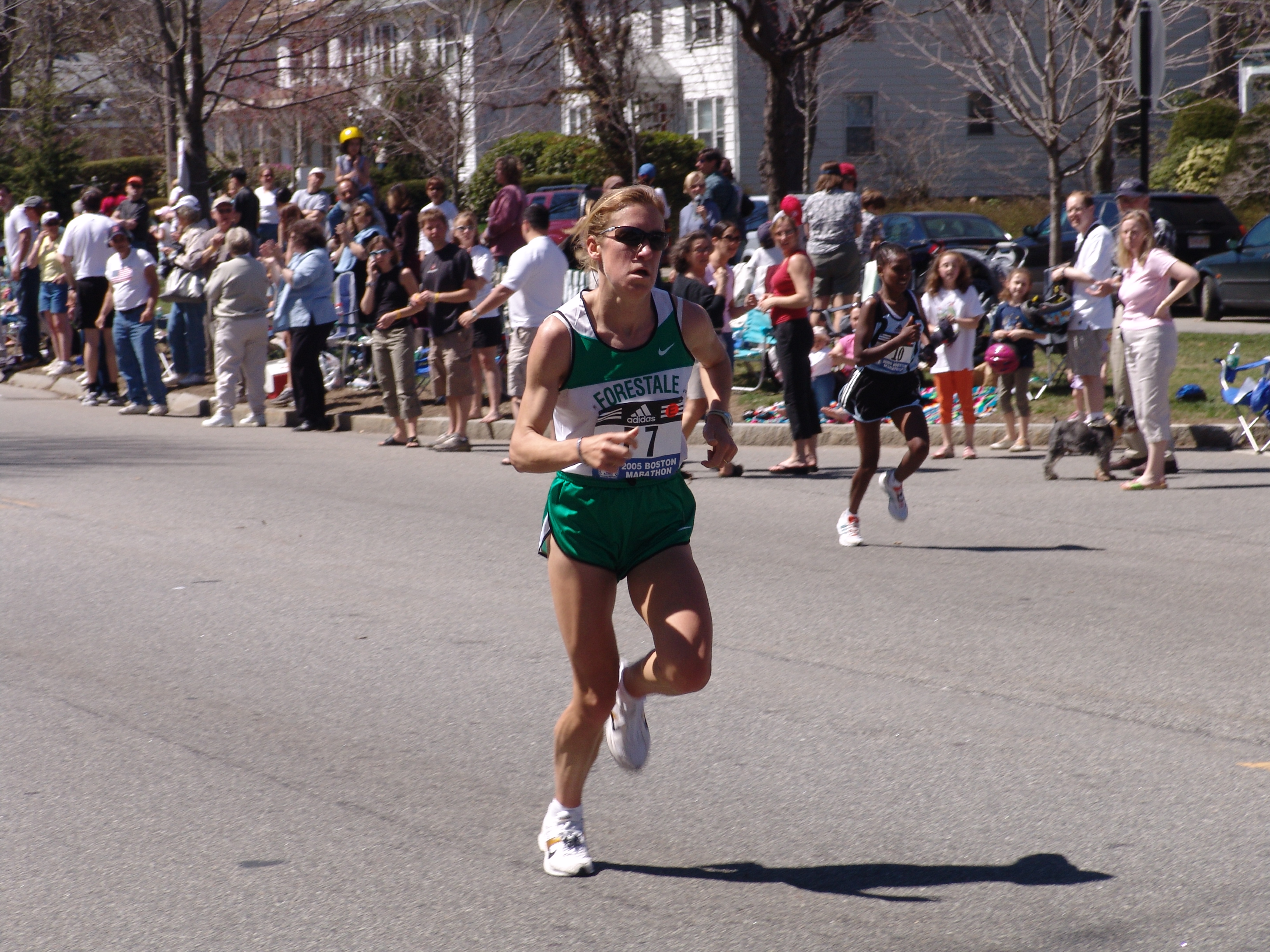
Bruna Genovese – Rang siebzehn
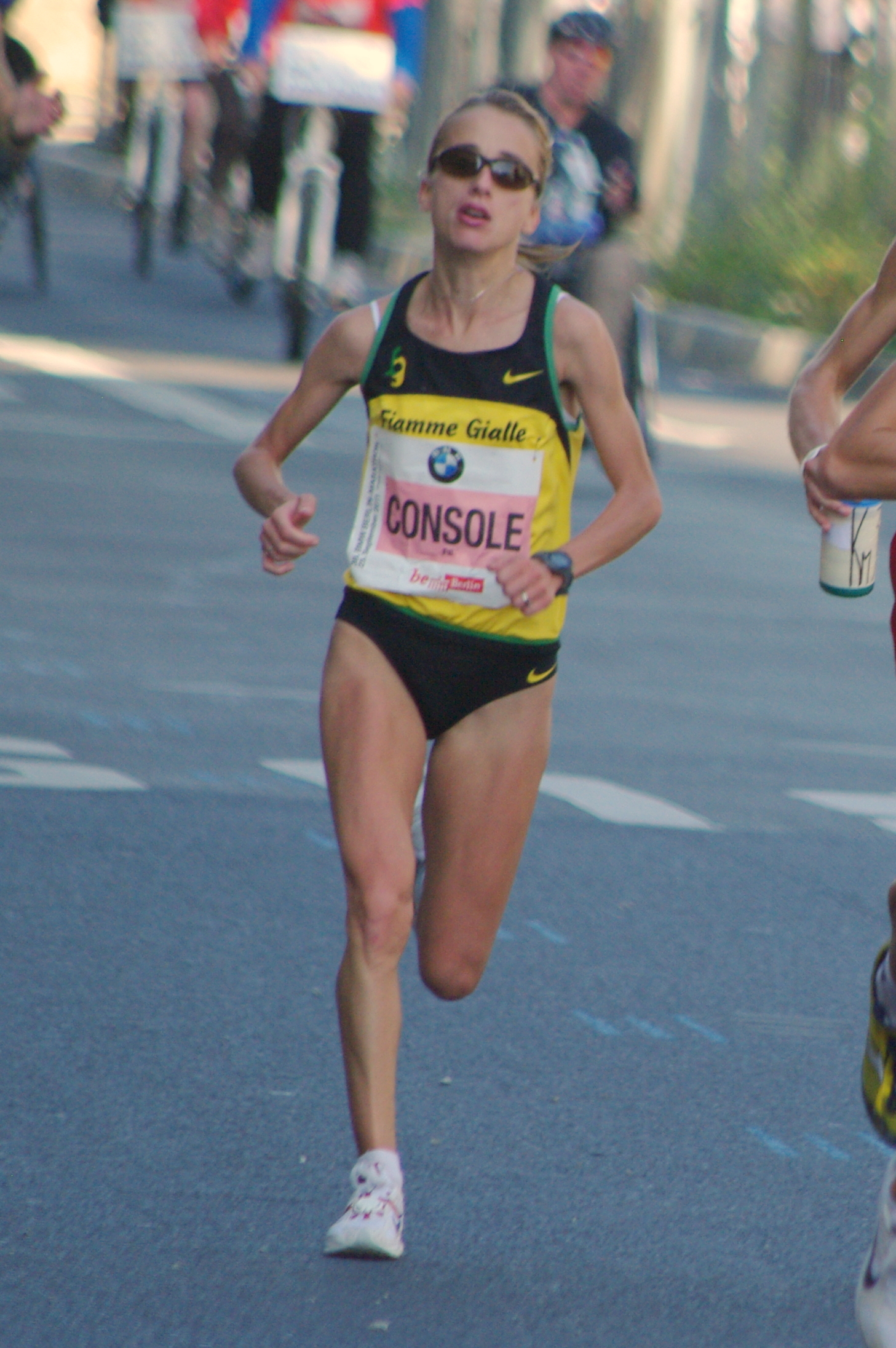
Rosaria Console – Rang zwanzig

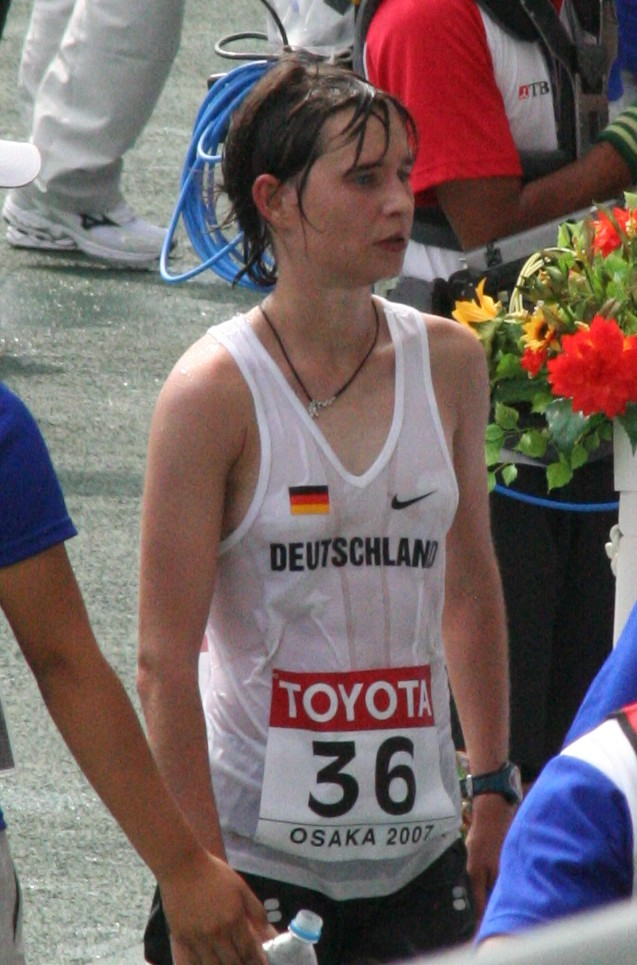
Melanie Kraus – Rang 23
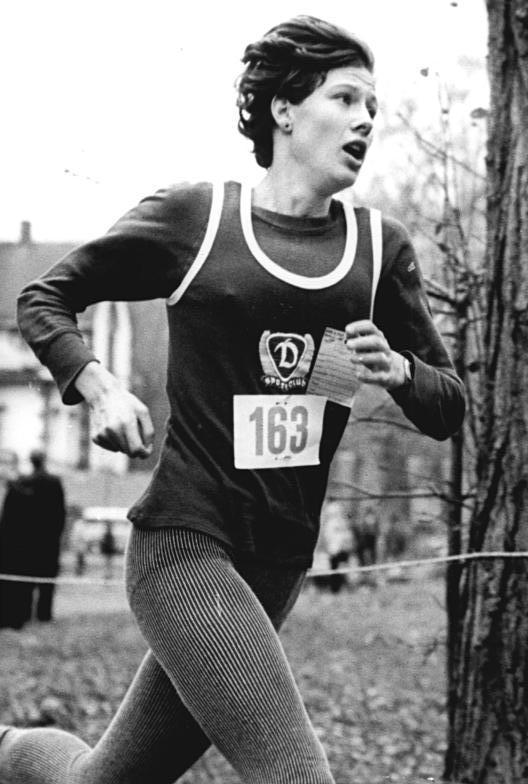
Kathrin Weßel, frühere Kathrin Ullrich, erreichte nicht das Ziel